# Ukrainischer Fußballpokal 2010/11
Der Ukrainische Fußballpokal 2010/11 war die 20. Austragung des ukrainischen Pokalwettbewerbs der Männer. Pokalsieger wurde Schachtar Donezk. Das Team setzte sich im Finale am 25. Mai 2011 im Juwilejnyj-Stadion von Sumy gegen Dynamo Kiew durch. Titelverteidiger Tawrija Simferopol war in der 1. Runde gegen Dnipro Dnipropetrowsk ausgeschieden.

## Modus
Alle Begegnungen wurden in einem Spiel ausgetragen. Bei unentschiedenem Ausgang wurde zur Ermittlung des Siegers eine Verlängerung gespielt. Stand danach kein Sieger fest, folgte ein Elfmeterschießen. Unterklassige Mannschaften hatten Heimrecht.
Da beide Finalisten bereits über die Liga für die Champions League qualifiziert waren, ging der Startplatz für die Europa League an den Liganächsten.

## Teilnehmende Teams
| Premjer-Liha (16) | Perscha Liha (17) | Druha Liha (19) | Amateur-Pokal (1)    |
| --- | --- | --- | -------------------- |
| - Arsenal Kiew - Dnipro Dnipropetrowsk - Dynamo Kiew - Illitschiwez Mariupol - Karpaty Lwiw - Krywbas Krywyj Rih - Metalist Charkiw - Metalurh Donezk - Metalurh Saporischschja - Obolon Kiew - Schachtar Donezk - PFK Sewastopol - Sorja Luhansk - Tawrija Simferopol - Wolyn Luzk - Worskla Poltawa | - Arsenal Bila Zerkwa - FSK Bukowina Czernowitz - Dnister Owidiopol - Enerhetyk Burschtyn - Helios Charkiw - Krymteplyzja Molodischne - FK Lwiw - Naftowyk-Ukrnafta Ochtyrka - Nywa Winnyzja - PFK Oleksandrija - Phönix-Illitschowez Kalinine - Prykarpattja Iwano-Frankiwsk - Sakarpattja Uschhorod - Sirka Kirowohrad - Stal Altschewsk - Tschornomorez Odessa - Tytan Armjansk | - Bastion Illitschiwsk - Desna Tschernihiw - Dynamo Chmelnyzkyj - Enerhija Nowa Kachowka - Hirnyk Krywyj Rih - Hirnyk-Sport Komsomolsk - Jednyst Plysky - Kremin Krementschuk - MFK Mykolajiw - Nywa Ternopil - Olkom Melitopol - Olympik Donezk - FK Poltawa - Ros Bila Zerkwa - Schachtar Swerdlowsk - FK Skala Morschyn - Stal Dniprodserschynsk - FK Sumy - FK Weres Riwne | - Karpaty Jaremtsche |

## 1. Qualifikationsrunde
Teilnehmer: 9 Drittligisten und der Gewinner des Amateur-Pokals.
| Datum      |                         | Ergebnis              |                               |
| ---------- | ----------------------- | --------------------- | ----------------------------- |
| 27.07.2010 | FK Skala Morschyn (III) | 3:2                   | FK Sumy (III)                 |
| 28.07.2010 | Ros Bila Zerkwa (III)   | 0kampflos 1           | Hirnyk-Sport Komsomolsk (III) |
| 28.07.2010 | Karpaty Jaremtsche (Am) | 3:0                   | FK Weres Riwne (III)          |
| 28.07.2010 | Hirnyk Krywyj Rih (III) | 1:1 n. V. (6:7 i. E.) | Olkom Melitopol (III)         |
| 28.07.2010 | Desna Tschernihiw (III) | 1:2                   | Enerhija Nowa Kachowka (III)  |

## 2. Qualifikationsrunde
Teilnehmer: Die 5 Sieger der 1. Qualifikationsrunde, die 17 Zweitligisten und 10 weitere Drittligisten.
| Datum      |                                   | Ergebnis  |                               |
| ---------- | --------------------------------- | --------- | ----------------------------- |
| 18.08.2010 | Stal Dniprodserschynsk (III)      | 1:0       | FK Skala Morschyn (III)       |
| 18.08.2010 | Schachtar Swerdlowsk (III)        | 3:2       | Nywa Winnyzja (II)            |
| 18.08.2010 | Olympik Donezk (III)              | 1:3       | Arsenal Bila Zerkwa (II)      |
| 18.08.2010 | Olkom Melitopol (III)             | 1:2       | Stal Altschewsk (III)         |
| 18.08.2010 | Kremin Krementschuk (III)         | 3:0       | Nywa Ternopil (III)           |
| 18.08.2010 | Karpaty Jaremtsche (Am)           | 1:0       | MFK Mykolajiw (III)           |
| 18.08.2010 | Helios Charkiw (II)               | 0:1       | Krymteplyzja Molodischne (II) |
| 18.08.2010 | Phönix-Illitschowez Kalinine (II) | 4:3       | Sirka Kirowohrad (II)         |
| 18.08.2010 | Bastion Illitschiwsk (III)        | 0:1       | FK Poltawa (III)              |
| 18.08.2010 | Enerhija Nowa Kachowka (III)      | 0:1       | Jednyst Plysky (III)          |
| 18.08.2010 | Dnister Owidiopol (II)            | 0:4       | PFK Oleksandrija (II)         |
| 18.08.2010 | Sakarpattja Uschhorod (II)        | 2:3       | Tytan Armjansk (II)           |
| 18.08.2010 | Hirnyk-Sport Komsomolsk (III)     | 2:1 n. V. | FSK Bukowina Czernowitz (II)  |
| 18.08.2010 | Dynamo Chmelnyzkyj (III)          | 0:1       | Tschornomorez Odessa (II)     |
| 18.08.2010 | Prykarpattja Iwano-Frankiwsk (II) | 1:0       | Enerhetyk Burschtyn (II)      |
| 18.08.2010 | Naftowyk-Ukrnafta Ochtyrka (II)   | 1:0       | FK Lwiw (II)                  |

## 1. Runde
Teilnehmer: Die 16 Sieger der 2. Qualifikationsrunde und die 16 Erstligisten.
| Datum      |                                   | Ergebnis              |                                   |
| ---------- | --------------------------------- | --------------------- | --------------------------------- |
| 21.09.2010 | Karpaty Jaremtsche (Am)           | 4:5                   | Wolyn Luzk (I)                    |
| 22.09.2010 | Tytan Armjansk (II)               | 0:3                   | PFK Sewastopol (I)                |
| 22.09.2010 | Kremin Krementschuk (III)         | 1:0                   | Schachtar Swerdlowsk (III)        |
| 22.09.2010 | FK Poltawa (III)                  | 2:1 n. V.             | Obolon Kiew (I)                   |
| 22.09.2010 | Jednyst Plysky (III)              | 0:1                   | Naftowyk-Ukrnafta Ochtyrka (II)   |
| 22.09.2010 | Stal Dniprodserschynsk (III)      | 1:1 n. V. (4:5 i. E.) | Phönix-Illitschowez Kalinine (II) |
| 22.09.2010 | Stal Altschewsk (II)              | 3:1                   | Arsenal Bila Zerkwa (II)          |
| 22.09.2010 | Hirnyk-Sport Komsomolsk (III)     | 0:5                   | Karpaty Lwiw (I)                  |
| 22.09.2010 | Prykarpattja Iwano-Frankiwsk (II) | 0:1                   | Sorja Luhansk (I)                 |
| 22.09.2010 | Metalurh Saporischschja (I)       | 1:0                   | Illitschiwez Mariupol (I)         |
| 22.09.2010 | Krymteplyzja Molodischne (II)     | 0:1                   | Dynamo Kiew (I)                   |
| 22.09.2010 | Dnipro Dnipropetrowsk (I)         | 4:1                   | Tawrija Simferopol (I)            |
| 22.09.2010 | Tschornomorez Odessa (II)         | 1:2 n. V.             | Worskla Poltawa (I)               |
| 22.09.2010 | PFK Oleksandrija (II)             | 0:0 n. V. (5:3 i. E.) | Metalurh Donezk (I)               |
| 22.09.2010 | Schachtar Donezk (I)              | 6:0                   | Krywbas Krywyj Rih (I)            |
| 22.09.2010 | Metalist Charkiw (I)              | 1:2                   | Arsenal Kiew (I)                  |

## Achtelfinale
Teilnehmer: Die 16 Sieger der 1. Runde.
| Datum      |                                   | Ergebnis |                             |
| ---------- | --------------------------------- | -------- | --------------------------- |
| 27.10.2010 | Kremin Krementschuk (III)         | 0:3      | Dnipro Dnipropetrowsk (I)   |
| 27.10.2010 | FK Poltawa (III)                  | 0:2      | Schachtar Donezk (I)        |
| 27.10.2010 | Phönix-Illitschowez Kalinine (II) | 1:2      | Metalurh Saporischschja (I) |
| 27.10.2010 | Stal Altschewsk (II)              | 1:0      | Wolyn Luzk (I)              |
| 27.10.2010 | PFK Oleksandrija (II)             | 1:2      | Arsenal Kiew (I)            |
| 27.10.2010 | Naftowyk-Ukrnafta Ochtyrka (II)   | 0:1      | Sorja Luhansk (I)           |
| 27.10.2010 | PFK Sewastopol (I)                | 1:2      | Dynamo Kiew (I)             |
| 27.10.2010 | Karpaty Lwiw (I)                  | 3:0      | Worskla Poltawa (I)         |

## Viertelfinale
| Datum      |                      | Ergebnis              |                             |
| ---------- | -------------------- | --------------------- | --------------------------- |
| 10.11.2010 | Sorja Luhansk (I)    | 1:1 n. V. (4:5 i. E.) | Dnipro Dnipropetrowsk (I)   |
| 10.11.2010 | Stal Altschewsk (II) | 2:3                   | Dynamo Kiew (I)             |
| 10.11.2010 | Schachtar Donezk (I) | 1:0                   | Metalurh Saporischschja (I) |
| 10.11.2010 | Karpaty Lwiw (I)     | 0:2                   | Arsenal Kiew (I)            |

## Halbfinale
| Datum      |                      | Ergebnis |                           |
| ---------- | -------------------- | -------- | ------------------------- |
| 11.05.2011 | Schachtar Donezk (I) | 2:1      | Dnipro Dnipropetrowsk (I) |
| 11.05.2011 | Dynamo Kiew (I)      | 2:0      | Arsenal Kiew (I)          |

## Finale
| Paarung          | Dynamo Kiew – Schachtar Donezk |
| Ergebnis         | 0:2 (0:0) |
| Datum            | 25. Mai 2011 |
| Stadion          | Juwilejnyj-Stadion, Sumy |
| Zuschauer        | 27.800 |
| Schiedsrichter   | Wiktor Schwezow |
| Tore             | 0:1 Eduardo (64.) 0:2 Luiz Adriano (87.) |
| Dynamo Kiew      | Oleksandr Schowkowskyj – Danilo Silva (58. Betão), Ognjen Vukojević, Goran Popow, Ayila Yussuf – Artem Milewskyj, Oleh Hussjew, Roman Eremenko (70. Oleksandr Alijew), Jewhen Chatscheridi – Andrij Schewtschenko, Andrij Jarmolenko Cheftrainer: Juri Sjomin ( Russland)      |
| Schachtar Donezk | Andrij Pjatow – Tomáš Hübschman, Darijo Srna , Oleksandr Kutscher, Jaroslaw Rakyzkyj – Fernandinho, Jádson (81. Henrich Mchitarjan), Luiz Adriano (90. Douglas Costa), Wjatscheslaw Schewtschuk – Eduardo, Willian (77. Alex Teixeira) Cheftrainer: Mircea Lucescu ( Rumänien) |
| Gelbe Karten     | Goran Popow, Artem Milewskyj, Ayila Yussuf – Darijo Srna, Fernandinho |
| Platzverweise    | Betão (86.) – Eduardo (77.) |